# Hinzert-Pölert

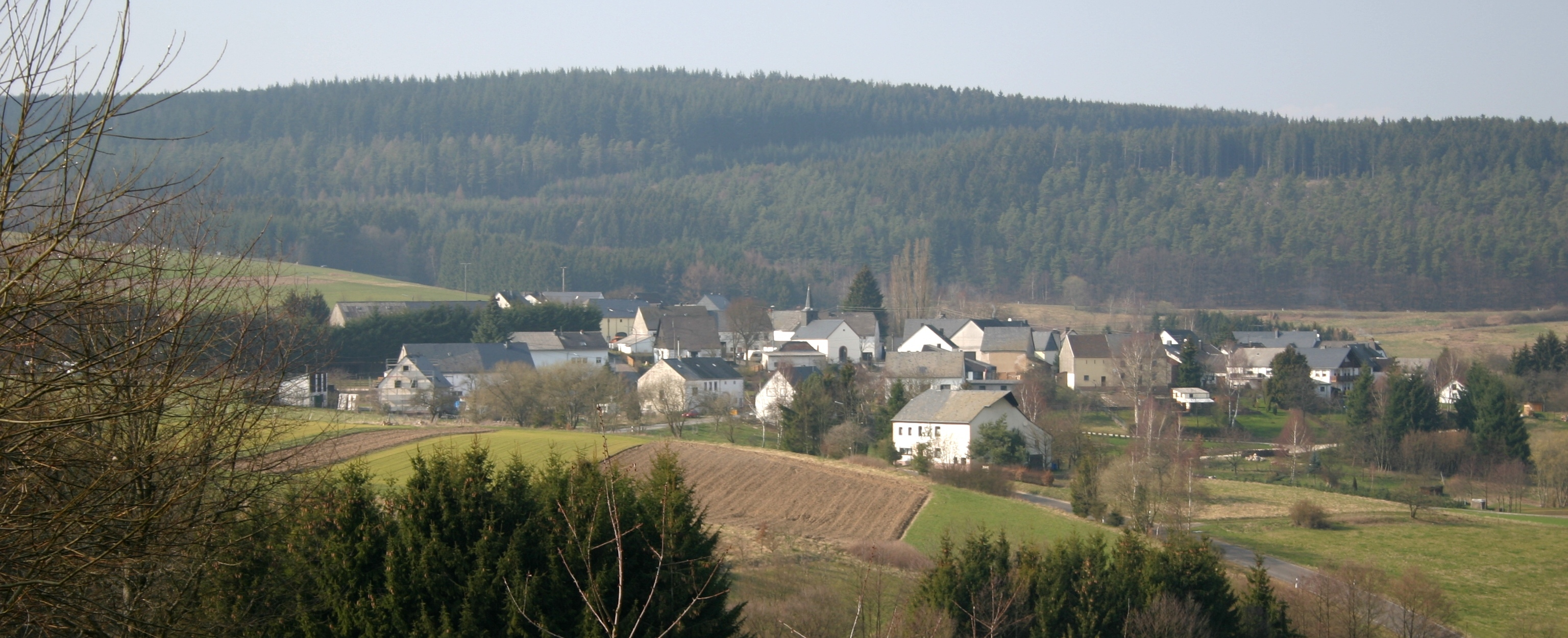
Hinzert, von Pölert aus gesehen

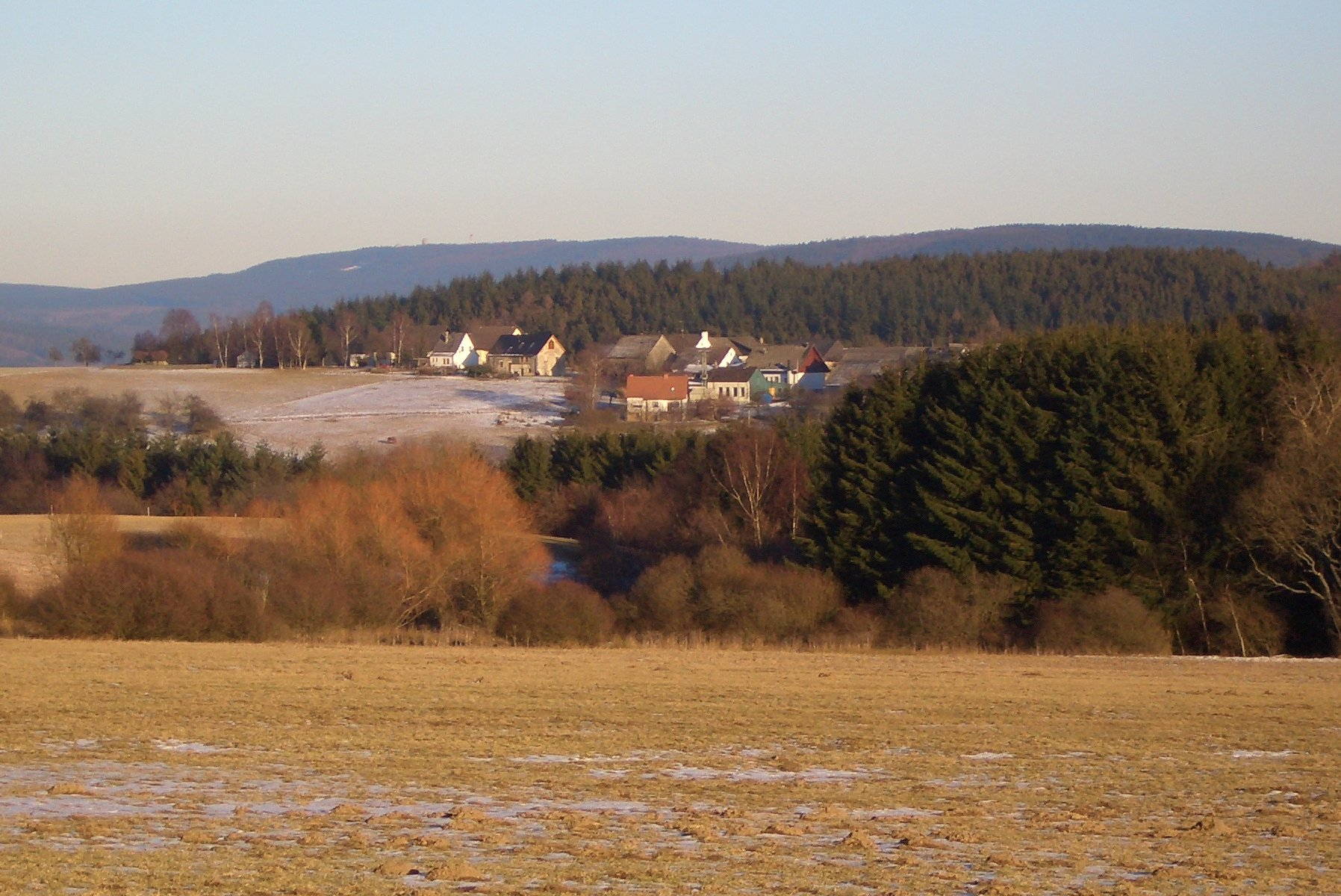
Pölert, vom ehem. SS-Sonderlager Hinzert aus gesehen

Hinzert-Pölert ist eine Ortsgemeinde im Landkreis Trier-Saarburg in Rheinland-Pfalz. Sie gehört der Verbandsgemeinde Hermeskeil an.

## Geographie
Zu Hinzert-Pölert gehören die Gemeindeteile Hinzert, Gedenkstätte Hinzert, Wiesenthalerhof, Pölert, Bahnhof Pölert, Bruderbachermühle, Philippsmühle, Heidhof und Tannenhof.

## Geschichte
Die Gemeinde Hinzert-Pölert wurde am 7. Juni 1969 nach Auflösung der bis dahin selbständigen Gemeinden Hinzert (damals 187 Einwohner) und Pölert (186 Einwohner) neu gebildet.
In der Nähe von Hinzert existierte von 1939 bis Anfang März 1945 ein Haft- und Konzentrationslager.
Auf dem ehemaligen Lagergelände befindet sich heute eine Gedenkstätte.

## Bevölkerungsentwicklung
Die Entwicklung der Einwohnerzahl von Hinzert-Pölert bezogen auf das heutige Gemeindegebiet; die Werte von 1871 bis 1987 beruhen auf Volkszählungen:
| Jahr | Einwohner |
| 1815 | 246       |
| 1835 | 308       |
| 1871 | 326       |
| 1905 | 300       |
| 1939 | 393       |
| 1950 | 407       |

| Jahr | Einwohner |
| 1961 | 378       |
| 1970 | 384       |
| 1987 | 305       |
| 1997 | 315       |
| 2005 | 292       |
| 2024 | 288       |

## Politik

### Gemeinderat
Der Gemeinderat in Hinzert-Pölert besteht aus sechs Ratsmitgliedern, die bei der Kommunalwahl am 9. Juni 2024 in einer Mehrheitswahl gewählt wurden, und dem ehrenamtlichen Ortsbürgermeister als Vorsitzendem.

### Bürgermeister
Maximilian Eckardt wurde am 29. August 2024 Ortsbürgermeister von Hinzert-Pölert. Da für die Direktwahl am 9. Juni 2024 kein gültiger Wahlvorschlag eingereicht wurde, oblag die Neuwahl des Bürgermeisters gemäß rheinland-pfälzischer Gemeindeordnung dem Rat. Dieser wählte in seiner konstituierenden Sitzung Maximilian Eckardt zum Ortsbürgermeister.
Eckardt Vorgänger Mario Leiber war bei der Wahl 2024 nicht mehr angetreten. Leiber hatte sich bei den Direktwahl 2014 gegen seinen Vorgänger Jürgen Merkel durchsetzen können, der das Amt seit Januar 2012 ausübte. Zuvor hatte die damalige Erste Beigeordnete Mathilde Müller die Amtsgeschäfte geführt, nachdem Markus Schmitt im August 2010 wegen seines Wegzugs aus beruflichen Gründen das Amt niedergelegt hatte.

### Wappen
Blasonierung: In Rot ein gestürzter goldener Göpel, einen silbernen abnehmenden Mond einschließend.

## Sehenswürdigkeiten
Siehe Liste der Kulturdenkmäler in Hinzert-Pölert.

## Wirtschaft und Verkehr
Der Bahnhof Pölert befand sich an der mittlerweile stillgelegten Hunsrückquerbahn Langenlonsheim–Hermeskeil auf den Gemarkungen von Reinsfeld und Pölert.
Der  Windpark Hinzert-Pölert-Rascheid-Reinsfeld an der Bundesautobahn 1 besteht aus 18 Windenergieanlagen, davon 4 auf der Gemarkung von Pölert.